# 皋桥 (无锡)
31°37′13″N 120°15′28″E / 31.62037°N 120.25782°E
皋桥，又称高桥，位于中华人民共和国江苏省无锡市梁溪区，是一架跨京杭大运河大桥。

## 沿革
当地原称皋墩，因此称为皋桥。也因地形偏高，建桥高20米，为当时无锡第一高桥，也因此又称高桥。因跨京杭大运河，位于五泻河口，为当地交通与军事要道。宋朝元祐年间由吴春山建造，之后历次重建。1971年重建，为双曲拱混凝土桥，长70米、宽7.5米。2015年，钢筋混凝土的大桥因危桥而拆除重建。
京杭运河经皋桥后主流继续向东南流入无锡市区至苏州市，一路为锡澄运河向西北经江阴、张家港流入长江。